# Hipertricosi
La hipertricosi és una malaltia caracteritzada per un creixement excessiu de pèl pel cos. No s'ha de confondre amb l'hirsutisme que és l'increment de pèl en els llocs que gairebé no n'hi ha o és mínim en les dones (p.e.: al mig del pit o a la barba).
La hipertricosi pot ser congènita (present en néixer) o adquirida més tard en la vida. El creixement excessiu de pèl es produeix en les zones de la pell amb l'excepció de les zones androgenodependents de pèl (com són el pubis, la cara i les aixelles).
Hi ha dos tipus:
- Generalitzada.
- Localitzada.

Un cas famós d'hipertricosi fou el de Petrus Gonsalvus que es creu que va inspirar el conte de la Bella i la Bèstia.